# シャジャル・アッ＝ドゥッル
シャジャル・アッ＝ドゥッル（シャジャルッドゥッル、アラビア語：شجر الدر　転写：Shajar al-Durr、 ? - 1257年4月28日）は、アイユーブ朝のスルタン、サーリフの夫人で、マムルーク朝の初代君主（在位：1250年）。イスラム世界の歴史において稀少な女性の君主。アイユーブ朝を引き継いでエジプトを支配したマムルーク朝は、初代スルタンにシャジャル・アッ＝ドゥッルを継承したイッズッディーン・アイバクを擬することも多いが、事実上は、わずか3ヶ月であっても統治を行ったシャジャル・アッ＝ドゥッルが開いた王朝であると言える。

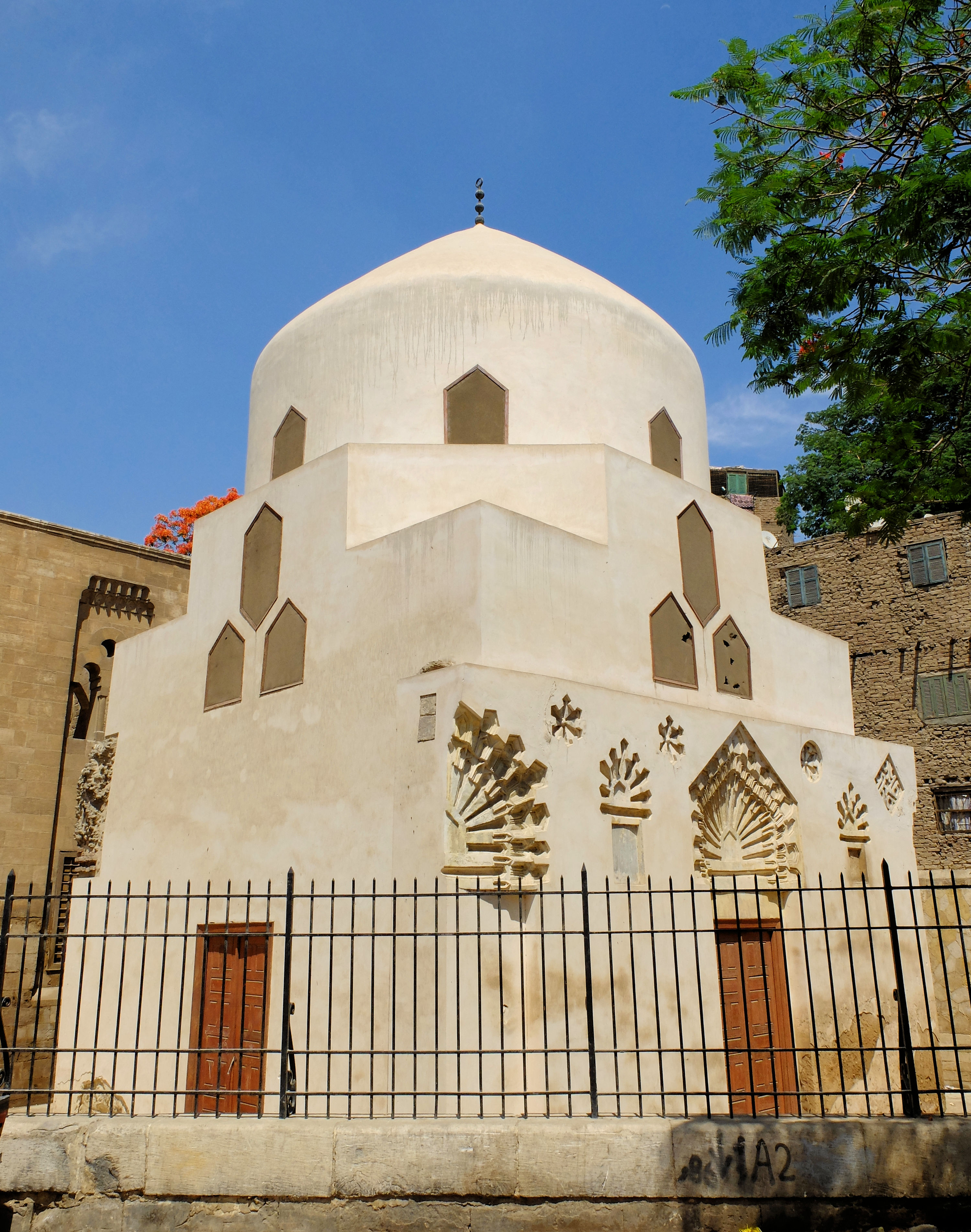
カイロに残る墓

幼少時に親族を失い、女官見習奴隷としてカリフの後宮で育ち、アラビア語を身につけたとされる。民族的にはテュルク系あるいはアルメニア系の出身と考えられているが、テュルク系主体のマムルークによって支持されたことから、テュルク系と見たほうが良いようである。その名はアラビア語で「真珠の木」を意味し、これはカリフから与えられた妻妾としての名前であるとされ、本名は不詳。伝記作家のサファディー（1363年没）は「シャジャル・アッ＝ドゥッルは類いまれな美しさで、見識があり、抜け目がなく、知性的であった」と記している。美しい容貌にくわえて、マムルーク軍団バフリーヤを統率する政治的手腕を備えていたとみてよいであろう。
スルタンの地位を夫であるアイバクに譲った後、アイバクが軍事同盟を結ぶためにモースルのアミールの親族から若い妻を娶ろうとしたため、嫉妬から夫を殺害した。自らは夫の配下のマムルークに捕らえられ、夫アイバクの元妻によって殺された。

## 経歴
シャジャル・アッ＝ドゥッルは、もとはバグダードのアッバース朝のカリフの後宮（ハレム）にいた奴隷であったといわれ、のちにアイユーブ朝のエジプト君主となったサーリフに贈られたといわれる。いずれにせよ、1240年頃までにサーリフの寵愛を受け、サーリフの息子ハリール（夭折）を生んで解放奴隷とされ、サーリフの正夫人となった。
1250年にフランス国王ルイ9世率いる十字軍がエジプトに侵攻したとき、サーリフが急死し、サーリフの存命の子トゥーラーン・シャーはイラクにいてエジプトに不在であったため、アイユーブ朝軍の指揮者が不在となる事態に陥った。このとき、シャジャル・アッ＝ドゥッルは軍の動揺を防ぐためにサーリフの死を隠匿し、まだ彼が生きているかのように食事を運ばせる傍ら、自らが夫の名代として政事の決裁を行った。続けて、サーリフの名によって軍を動かし、マンスーラの戦いを勝利に導いて、サーリフ子飼いのマムルーク軍団バフリーヤの絶大な支持を集めた。
戦後、トゥーラーン・シャーがカイロに入り、アイユーブ朝のスルタンに即位するが、やがて継母であるシャジャル・アッ＝ドゥッルがサーリフの財産を握って実権を譲らないことから仲たがいし、また父の子飼いのマムルーク軍団を信頼せず、その有力者を投獄したり、自身の側近を取り立てたりした。このため、1250年にシャジャル・アッ＝ドゥッルはマムルーク達を動かしてトゥーラーン・シャーを殺害し、名実ともにアイユーブ朝を滅ぼした。シャジャル・アッ＝ドゥッルはマムルークの有力者が王位をめぐって策動するのを退け、バフリーヤのマムルークの推戴を受けて、同年5月に「サーリフの僕、ハリールの母」の称号で自らスルタンに即位した。
シャジャル・アッ＝ドゥッルは捕虜としているルイ9世ら十字軍の将兵の身代金の受け取り、釈放などの戦後処理を滞りなく済ませ、その統治期間中、エジプトではイスラム世界において君主の支配を示す象徴である君主の名におけるフトバ（金曜礼拝の説教）や「スルターナ、ハリールの母」と刻んだ貨幣の鋳造が行われた。スルターナはスルタン（スルターン）の女性形で、彼女が女性のスルタンとして公式に宣言されたことを意味する。しかし、当時もシリアにはダマスカスにはトゥーラーン・シャーの任命したクルド人のアミール（太守）、アレッポにはアイユーブ朝の地方君主が存続しており、シャジャル・アッ＝ドゥッルの即位は彼らの反対と、女性君主に対する多くのムスリム（イスラム教徒）の反発を招いた。アッバース朝カリフのムスタアスィムも、女性の即位を非難して、「もし適任の男子がいないのであれば、男子の統治者を我々が派遣する」と申し送った。このため、7月にシャジャル・アッ＝ドゥッルはサーリフのマムルークのアミール（部将）中の最有力者であったアイバクと再婚し、アイバクにスルタン位を委ねた。これにより、シャジャル・アッ＝ドゥッルの治世は80日ほどで終わった。
しかし、もともとバフリーヤの出身ではないアイバクは、やがてバフリーヤの生え抜きの指導者であるアクターイと対立することになり、1254年、自身のマムルーク、クトゥズらの手によってアクターイを殺害した。アクターイの首級がバフリーヤの居住区に投げ捨てられると、バフリーヤの部将たちはアイバクを怖れてシリアのアイユーブ朝君主のもとへ逃れた。
シャジャル・アッ＝ドゥッルはこれにより支持基盤であったバフリーヤを失い、また彼女がサーリフの遺産を握って政治権力を掌握しつづけことは、アイバクとの間に確執を深めることとなった。やがてアイバクはモースルのアミールと姻戚関係を結んで同盟しようとしたことから、アイバクと結婚したとき、アイバクの元の妻を離婚させたほどだったシャジャル・アッ＝ドゥッルの嫉妬を招いた。
1257年、アイバクが浴室で密かに刺殺されると、シャジャル・アッ＝ドゥッルが陰謀の主であるとみられ、3日後にアイバク配下のマムルークに捕らえられ、殺害された。その殺害に関しては、アイバクの子で後継スルタンとなったアリーの生母（アイバクの元の妻）に捕虜として引き渡された後、その女奴隷達によって木靴で叩き殺され、その遺体は城塞の櫓から投棄されたという。また、アイバクの女奴隷たちがシャジャル・アッ＝ドゥッルを殺そうとしたとき、シャジャル・アッ＝ドゥッルは気丈な女性であったので、包囲されたのを知ると、宝石や真珠を破棄し、それらを臼でひき潰したとも伝えられる。
後世の歴史家・イブン・イヤースは、その著書の中で彼女の悪行・非道を非難しつつも、「でも、彼女はエジプトを救った」という言葉で最後を締めくくっている。